# Physaria calderi
Physaria calderi là một loài thực vật có hoa trong họ Cải. Loài này được (G.A. Mulligan & A.E. Porsild) O'Kane & Al-Shehbaz mô tả khoa học đầu tiên năm 2002.